# Kerwis Chirinos
Kerwis Alcides Chirinos Sánchez (Ciudad Ojeda, 25 de mayo de 1985) es un exfutbolista venezolano. Jugaba como lateral derecho y su último equipo fue el extinto Deportivo JBL del Zulia, con el cual disputó, entre otras competencias, la Copa Libertadores 2017.
En el 2010 fue convocado por Cesar Farías, entonces director técnico de la Selección de fútbol de Venezuela, para disputar un partido amistoso contra Ecuador, pero no sumó minutos.

## Trayectoria

### Clubes
| Club                                   | Periodo          |
| -------------------------------------- | ---------------- |
| Zulianos F. C                          | 2003-Desconocido |
| U. A. Maracaibo                        | Desconocido-2008 |
| Deportivo JBL del Zulia                | 2009-2017        |
| Universidad Central de Venezuela F. C. | 2018             |
| Deportivo JBL del Zulia                | 2018             |